# Mainosa longipes
Genre
Espèce
Synonymes
- Anoteropsis longipes L. Koch, 1878
- Lycosa maini McKay, 1979

Mainosa longipes, unique représentant du genre Mainosa, est une espèce d'araignées aranéomorphes de la famille des Lycosidae.

## Distribution
Cette espèce est endémique d'Australie. Elle se rencontre dans la moitié sud de l'Australie-Occidentale et en Australie-Méridionale.

## Description
Les mâles mesurent de 5,92 à 9,31 mm et les femelles de 12,41 à 14,10 mm.

## Étymologie
Le genre est nommé en l'honneur de Barbara York Main.

## Publications originales
- L. Koch, 1878 : Die Arachniden Australiens. Nürnberg, vol. 1, p. 969-1044 (texte intégral).
- Framenau, 2006 : Mainosa, a new genus for the Australian shuttlecock wolf spider (Araneae, Lycosidae). Journal of Arachnology, vol. 34, p. 206-213 (texte intégral).